# NGC 6315
NGC 6315 ist eine 13,5 mag helle Balken-Spiralgalaxie vom Hubble-Typ SBc im Sternbild Herkules am Nordsternhimmel. Sie ist schätzungsweise 309 Millionen Lichtjahre von der Milchstraße entfernt und hat einen Durchmesser von etwa 70.000 Lichtjahren. Vermutlich bildet sie gemeinsam mit NGC 6314 ein gravitativ gebundenes Galaxienpaar.
Im selben Himmelsareal befindet sich u. a. die Galaxie NGC 6308.
Das Objekt wurde am 6. Juni 1863 von Albert Marth entdeckt.